# Hotel California (음반)
| 전문가 평가                   | 전문가 평가 |
| 평가 점수                     | 평가 점수   |
| 출처                          | 점수        |
| ----------------------------- | ----------- |
| AllMusic                      | [ 3 ]       |
| Christgau's Record Guide      | B           |
| Encyclopedia of Popular Music | [ 5 ]       |

《Hotel California》은 미국의 록 밴드 이글스의 다섯 번째 스튜디오 음반으로, 역대 베스트셀러 음반 중 하나이다. 이 음반에서 세 개의 싱글이 발매되었는데, 각각은 빌보드 핫 100의 〈New Kid in Town〉(1위), 〈Hotel California〉(1위) 그리고 〈Life in the Fast Lane〉(11위)에서 높은 수준에 도달했다. 이 음반은 《Their Greatest Hits (1971–1975)》 이후 이 밴드의 베스트셀러 음반이 되었다. 미국에서 26배의 플래티넘 인증을 받았으며, 전세계적으로 4천2백만 장 이상이 팔렸다. 이 음반은 《롤링 스톤》이 선정한 "역사상 가장 위대한 음반 500장"에서 37위에 올랐다.
이 음반은 빌 심칙이 1976년 3월과 10월 사이에 크라이테리어와 레코드 플랜트 스튜디오에서 녹음한 후 12월에 어사일럼 레코드에서 발매하였다. 창단 멤버 버니 리던을 대체한 기타리스트 조 월시가 참여한 첫 음반이며, 베이시스트 랜디 마이즈너가 등장하는 마지막 음반이다. 앞면 커버는 데이비드 알렉산더가 찍은 비벌리힐스 호텔 사진이다. 이 음반은 차트에서 1위를 차지했으며 〈Hotel California〉와 〈New Kid in Town〉으로 두 개의 그래미 어워드를 받았다. 이 음반은 올해의 앨범상 후보에 올랐지만 플리트우드 맥의 《Rumours》에 패했다. 2017년 11월 40주년 특별판이 발매되었다.

## 커버 아트
앞면 커버 아트는 데이비드 알렉산더에 의해 해가 지기 직전에 찍은 베벌리힐스 호텔의 사진과 존 코쉬의 디자인과 예술 방향을 담고 있다. 코쉬에 따르면, 헨리는 그가 음반 제목의 캘리포니아 호텔을 묘사할 수 있는 장소를 찾고, 약간 불길한 가장자리로 그것을 운반하기를 원했다. 3개의 호텔 사진이 찍혔고, 베벌리힐스 호텔이 있는 호텔이 커버로 선정되었다. 사진작가는 체리 피커 위에서 선셋 대로 위 60피트 상공에서 사진을 찍었다. 희미해지는 빛 속에서 낯선 위치에서 찍힌 이미지라 대부분의 사람들은 처음에 호텔을 알아보지 못했다. 하지만 베벌리힐스 호텔의 정체가 드러나자 호텔 측은 이미지 사용에 대한 법적 대응을 위협했다.
뒷면 커버 아트는 할리우드의 리도 호텔 로비에서 촬영되었다. 게이트폴드 이미지는 같은 로비를 보여주지만 그들의 친구들과 밴드 멤버들과 함께 있다. 헨리는 "저는 각계각층의 사람들을 모아보고 싶었어요. 바로 사회의 가장자리에 있는 사람들입니다." 로비 위 발코니에 그늘진 모습이 나타나면서 그 사람의 신원에 대한 추측이 나오게 된다.
코쉬는 커버 아트와 홍보 자료에 사용된 네온 사인으로 Hotel California 로고를 디자인했다. 실제 네온 튜빙을 원하는 대본 모양으로 구부리기 어려운 것이 증명되면서, 밥 힉슨의 에어브러시로 로고의 네온 효과를 달성했다. 음반 패키지와 홍보 자료에 사용된 밴드의 추가적인 초상화는 노먼 시프가 촬영했다.

## 상업적 성과
이 음반은 4위로 미국 빌보드 200에 처음 진입해, 1977년 1월 넷째 주 1위에 올랐다. 8주 연속 1위(비정규직)를 차지했으며, 발매 일주일 만에 미국 음반 산업 협회로부터 플래티넘 인증을 받았다. 발매 첫 해에 미국에서 거의 600만 장이 팔렸고, 1978년 7월까지 전세계적으로 950만 장(미국에서는 700만 장, 국제적으로는 250만 장)이 팔렸다. 2001년 3월 20일, 이 음반은 미국 음반 산업 협회에 의해 16배 플래티넘 인증을 받아, 미국에서 1600만 장의 선적을 나타냈고, 2013년까지 미국에서 1700만 장 이상이 팔렸다. 전 세계적으로 이 음반은 3천 2백만 장이 팔렸다. 2018년 8월 20일, 이 음반은 미국 음반 산업 협회로부터 스트림뿐만 아니라 음반과 디지털 트랙 판매량을 집계하는 새로운 제도로 미국에서 소비된 26배의 플래티넘 인증을 받았다.
이 음반은 1977년 2월 26일 미국 빌보드 핫 100에서 두 개의 히트곡인 〈New Kid in Town〉과 1977년 5월 7일 〈Hotel California〉를 프로듀싱을 했다.

## 곡 목록
| #  | 제목                      | 작사·작곡                     | 리드 보컬   | 재생 시간 |
| -- | ------------------------- | ----------------------------- | ----------- | --------- |
| 1. | 〈Hotel California〉      | 돈 펠더, 돈 헨리, 글렌 프라이 | 돈 헨리     | 6:30      |
| 2. | 〈New Kid in Town〉       | 헨리, 프라이, J. D. 사우더    | 글렌 프라이 | 5:04      |
| 3. | 〈Life in the Fast Lane〉 | 헨리, 프라이, 조 월시         | 헨리        | 4:46      |
| 4. | 〈Wasted Time〉           | 헨리, 프라이                  | 헨리        | 4:55      |

| #  | 제목                          | 작사·작곡                  | 리드 보컬     | 재생 시간 |
| -- | ----------------------------- | -------------------------- | ------------- | --------- |
| 1. | 〈Wasted Time (Reprise)〉     | 헨리, 프라이, 짐 에드 노먼 | 기악          | 1:22      |
| 2. | 〈Victim of Love〉            | 헨리, 프라이, 펠더, 사우더 | 헨리          | 4:11      |
| 3. | 〈Pretty Maids All in a Row〉 | 월시, 조 비탈레            | 조 월시       | 4:05      |
| 4. | 〈Try and Love Again〉        | 랜디 마이즈너              | 랜디 마이즈너 | 5:10      |
| 5. | 〈The Last Resort〉           | 헨리, 프라이               | 헨리          | 7:25      |

## 인증
| 국가                                                                                         | 인증         | 판매량/출하량 |
| -------------------------------------------------------------------------------------------- | ------------ | ------------- |
| 오스트레일리아 (ARIA)                                                                        | 8× 플래티넘  | 560,000^      |
| 오스트리아 (IFPI 오스트리아)                                                                 | 골드         | 25,000*       |
| 캐나다 (뮤직 캐나다)                                                                         | 다이아몬드   | 1,000,000^    |
| 핀란드 (Musiikkituottajat)                                                                   | 골드         | 30,933        |
| 프랑스 (SNEP)                                                                                | 다이아몬드   | 1,000,000*    |
| 독일 (BVMI)                                                                                  | 플래티넘     | 500,000^      |
| 홍콩 (IFPI 홍콩)                                                                             | 플래티넘     | 20,000*       |
| 이탈리아 (FIMI) sales since 2009                                                             | 골드         | 25,000*       |
| 일본 (오리콘 차트)                                                                           | —            | 493,000       |
| 네덜란드 (NVPI)                                                                              | 플래티넘     | 275,000       |
| 뉴질랜드 (RMNZ)                                                                              | 9× 플래티넘  | 135,000^      |
| 노르웨이                                                                                     | —            | 120,000       |
| 스페인 (PROMUSICAE)                                                                          | 4× 플래티넘  | 400,000^      |
| 스위스 (IFPI 스위스)                                                                         | 2× 플래티넘  | 100,000^      |
| 영국 (BPI)                                                                                   | 6× 플래티넘  | 1,800,000^    |
| 미국 (RIAA)                                                                                  | 26× 플래티넘 | 26,000,000    |
| 요약                                                                                         |              |               |
| 전 세계                                                                                      | —            | 32,000,000    |
| *판매량을 기반으로 한 인증 · ^출하량을 기반으로 한 인증 · 판매량+스트리밍을 기반으로 한 인증 |              |               |

## 같이 보기
- 가장 많이 팔린 음반 목록
- 미국에서 가장 많이 팔린 음반 목록